# 푸에블로 보니토
푸에블로 보니토(pueblo bonito)는 인디언 선주민의 선조인 아나사지 인디언이 만든 고대의 공동주택 유적으로, 차코 문화 국립역사공원에 위치해있다. 현재 미국 영토에서 발견되는 고분을 만든 최초의 인디언 집단은 보통 아데난 족으로 불린다. 그들은 기원전 6백 년경에 이미 흙으로 거대한 고분과 요새를 만들기 시작했다. 당시 만들어진 고분 가운데는 새나 뱀의 모양을 본뜬 것들도 있다. 아마도 이런 고분들은 종교적인 용도로 쓰였을 것이다.